# Taha Jászin Ramadán
Taha Jászin Ramadán (arabul طه ياسين رمضان الجزراوي; Moszul, 1938. február 22. – 2007. március 20.) iraki kurd származású politikus, Irak alelnöke 1991 márciusától 2003. április 9-ig, Szaddám Huszein bukásáig.
2002 októberében, öt hónappal a háború kitörése előtt Ramadán ajánlatot tett George W. Bush amerikai elnöknek, hogy a Huszein elnökkel való nézetkülönbségeit egy egyenlő feltételek mellett megtartott párbajban rendezze, azzal érvelve, hogy ezzel elkerülhető Irak infrastruktúrájának károsodása, és a háború elkerülésével az iraki és amerikai emberek szenvedése is csökkenthető. Ramadán részletesen ki is dolgozta tervezetét, amely szerint a szemben álló, egyenlő beosztású felek ugyanazt a fegyvert kapva egy semleges földön csaptak volna össze, Kofi Annan akkori ENSZ-főtitkár felügyelete mellett. A Fehér Ház visszautasította Ramadán alelnök javaslatát.
Az amerikai invázió után a Kurdisztáni Hazafias Unió (PUK) fegyveresei 2003 augusztusában fogták el és adták át az amerikai hatóságoknak. Ügyét Huszeinével együtt tárgyalták. 2006. november 5-én első fokon életfogytiglani börtönre ítélték, de a fellebbviteli bíróság 2007. február 12-én az ítéletet halálbüntetésre módosította. Ramadánt március 20-án, az amerikai hadműveletek megkezdésének negyedik évfordulóján felakasztották.